# Isotrope punten
De isotrope punten of circulaire punten in het oneindige zijn twee complexe punten op de oneindig verre rechte in het uitgebreide Euclidische vlak waar alle cirkels elkaar snijden. In de {\displaystyle \mathbb {C} ^{2}} zijn dit de oneigenlijke punten die horen bij lijnen met richtingscoëfficiënt {\displaystyle \pm i}. Jean-Victor Poncelet en Edmond Laguerre hebben ze in hun werk gebruikt.
Elke kegelsnede door de beide isotrope punten is een cirkel. Andere krommen die door de isotrope punten gaan worden circulair genoemd.
Een lijn door een isotroop punt wordt isotrope lijn genoemd. Isotrope lijnen staan loodrecht op zichzelf.